# Mirosław Kamiński
Mirosław Kamiński (ur. 10 lutego 1969) – polski muzyk, w latach 2006–2020 perkusista zespołu Lombard.

## Dyskografia
- 2008 – Lombard W hołdzie Solidarności – Drogi do wolności – Show Time Music Production (album DVD)
- 2012 – Lombard Show Time – Show Time Music Production
- 2013 – Marshantia To Tame the Silence[3]
- 2016 – Lombard Lombard swing – Show Time Music Production